# Night Ride Home
Night Ride Home é o décimo quarto álbum de estúdio da cantora e compositora canadense Joni Mitchell, lançado em 19 de fevereiro de 1991, por intermédio da Geffen Records.

## Lista de faixas
Todas as faixas escritas e compostas por Joni Mitchell, exceto onde escrito. 
| N.º | Título                                        | Compositor(es)             | Duração |  |
| 1.  | "Night Ride Home"                             |                            | 3:21    |  |
| 2.  | "Passion Play (When All the Slaves Are Free)" |                            | 5:25    |  |
| 3.  | "Cherokee Louise"                             |                            | 4:32    |  |
| 4.  | "The Windfall (Everything for Nothing)"       |                            | 5:15    |  |
| 5.  | "Slouching Towards Bethlehem"                 |                            | 6:54    |  |
| 6.  | "Come in from the Cold"                       |                            | 7:31    |  |
| 7.  | "Nothing Can Be Done"                         | Joni Mitchell, Larry Klein | 4:53    |  |
| 8.  | "The Only Joy in Town"                        |                            | 5:11    |  |
| 9.  | "Ray's Dad's Cadillac"                        |                            | 4:33    |  |
| 10. | "Two Grey Rooms"                              |                            | 3:57    |  |